# Olbíades
Olbíades (en grec antic: Ὀλβιάδης, Olbiades) fou un pintor de l'antiga Grècia que va viure al segle iii aC.
Segons Pausànias, va ser l'autor d'una notable pintura situada en un lloc preferent de la casa del senat del Cinc-cents al Ceramic d'Atenes, en què es representava Cal·lip, el comandant de l'exèrcit que va rebutjar als invasors gals dirigits per Brennus a les Termòpiles el 279 aC.